# Leptolalax zhangyapingi
Leptolalax zhangyapingi é uma espécie de anfíbio anuro da família Megophryidae. Está presente na Tailândia. A UICN classificou-a como deficiente de dados.